# Диоцез Бирмингема
Диоцез Бирмингема (англ. Diocese of Birmingham) — епархия в составе церковной провинции Кентербери Церкви Англии в Великобритании. Епархия занимает площадь в 761,5 км2, включает 162 прихода и 195 храмов. Численность регулярных прихожан не известна.
В настоящее время епархией управляет епископ Дэвид Эркуарт. Суффраган — Эндрю Уостон, епископ Астона. Архидиаконы — Хейворд Осборн, архидиакон Бирмингема, Брайан Рассел, архидиакон Астона.

## Территория

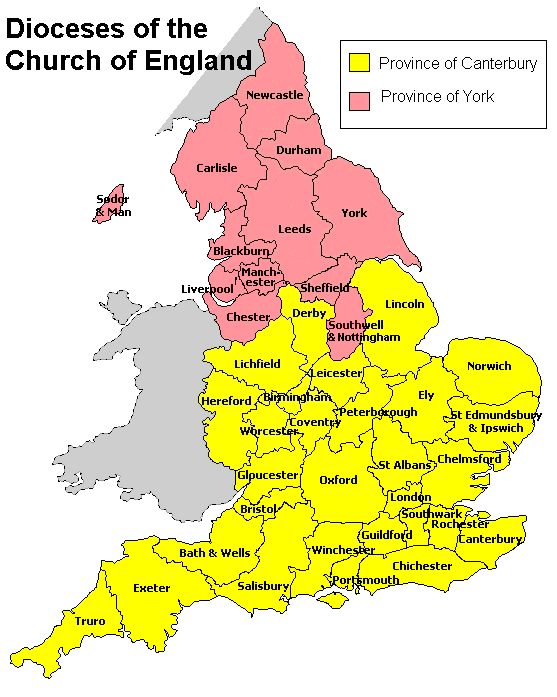
Карта диоцезов Церкви Англии

Диоцез Бирмингема включает в себя территорию исторического графства Уорикшир — ныне графство Уэст-Мидлендс, а также часть Стаффордшира, Уорикшир и север Вустершира (195 церквей). Епископ Бирмингема обладает юрисдикцией над всей епархией, в управлении которой с 1954 года ему помогает суффраган — епископ Астона. Кафедра епископа находится в соборе Святого Филиппа в Бирмингеме.
Диоцез разделен на два архидиаконата.
- Архидиаконат Астона, основанный в 1906 году, включает диаконаты Астон и Ярдли, Бордсли, Колешил, Полесворт и Солихейл, Саттон Колдфилд и Ярдли.
- Архидиаконат Бирмингема, основанный в 1905 году, включает диаконаты Центральный Бирмингем, Эдгбестон, Хандсуорт, Кингс Нортон, Варли, Мосли Ширли.

В управлении епархией епископу помогают также пять епископов на покое: с 1996 года Майкл Уинни, бывший епископ Канона и епископ Саутуэлла, и Питер Холл, бывший епископ Вулвича; с 2002 года Морис Синклер, с 2003 года Марк Сантер, с 2005 года Ирай Моттазедех.

## История
Диоцез Бирмингема был основан королевским указом 13 января 1905 года на территории, выделенной из диоцеза Вустершира. Основанной в XVIII веке, приходской церкви во имя святого Филиппа в Бирмингеме в том же году был присвоен статус собора.
С 1994 года епископу Эббсфлита предоставлена «альтернативная юрисдикция» в диозеце Бирмингена, в числе двенадцати других епархий в западной части провинции Кентербери, распространяющуюся на приходы, члены которых отказались от служения епископов, принимавших участие в хиротонии женщин.

## Епископы Бирмингема
В ноябре 2006 года в Бирмингеме Дэвид Эркуарт был хиротонисан в епископы Бирмингема.